# Edmund Culpeper
Edmund Culpeper (1660 – 1738) è stato un incisore e ottico inglese.

## Biografia
Artigiano inglese di eccellenti capacità, iniziò la propria attività come incisore. Si dedicò in seguito alla costruzione di strumenti scientifici, divenendo famoso soprattutto per quelli ottici e matematici. 

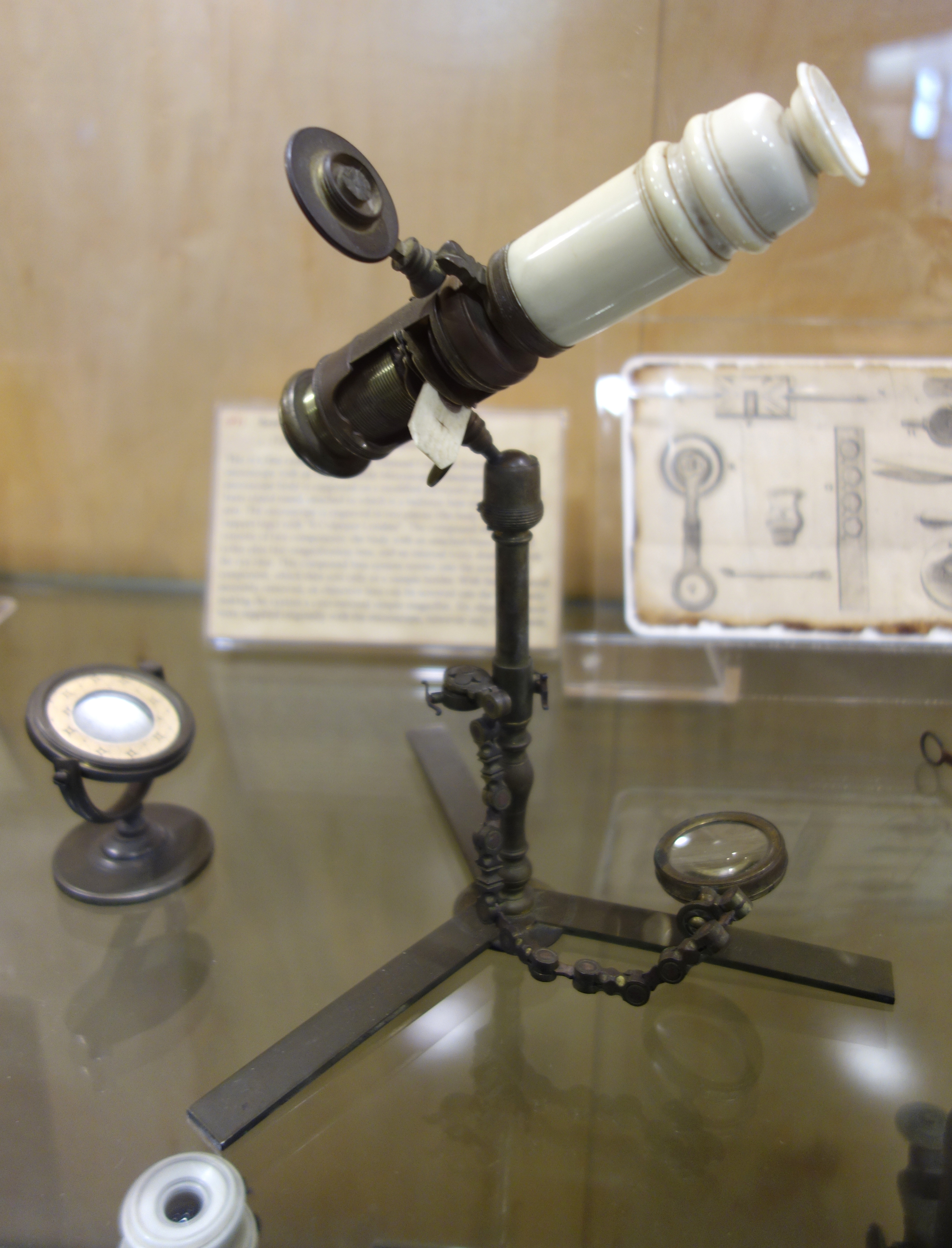
Un microscopio a treppiede di Edmund Culpeper.

Dopo essersi occupato dei microscopi semplici, Culpeper si dedicò alla realizzazione di microscopi composti a treppiede, nei quali introdusse importanti modifiche e perfezionamenti, sia nel sistema meccanico sia in quello ottico (tali strumenti sono noti come "microscopi tipo Culpeper").